# Балканистика
Балканистиката е наука за балканските народи, изучаваща тяхната история, етнография, география, култура и археология.
Съществува и като научна и образователна специалност за историята и духовната култура на балканския регион от античността до най-ново време, включително и литературите на балканските народи.
Ударението се поставя върху намиране на общото между различните национални култури на Балканския полуостров, както и влиянието им върху останалия, най-вече славянския свят.
При изучаването ѝ се усвояват практически балканските славянски езици – старобългарски език, български, сръбски, хърватски, босненски, черногорски, македонски и словенски и др., както и албански, гръцки и румънски, които заедно образуват Балканския езиков съюз.
През януари 1964 година е учреден Институт по балканистика към БАН, а през 1966 година в София се провежда Първият международен конгрес по балканистика. С промените в БАН от 2010 г. се сформира Институт за балканистика с Център по тракология.

Във връзка с 50-годишнината от основаването на Института по балканистика към БАН през юни 2014 г. се проведе Десетата българо-гръцка научна конференция на тема: „България, Гърция и европейските предизвикателства на Балканите“. През септември 2015 г. София стана домакин на XI международен конгрес по балканистика.